# G. Perlee Draaiorgelmuseum
Het G. Perlee Draaiorgelmuseum is een museum in Amsterdam met een wisselende collectie draaiorgels van het orgelbedrijf Perlee.
Het museum is gevestigd aan de Westerstraat 119 in de Jordaan, waar sinds 1932 het orgelbedrijf Perlee is gevestigd. In dat jaar nam de naamgever van het museum, Gijs Perlee, het bedrijf van zijn schoonvader Leon Warnies over. Warnies was een Belg die zijn bedrijf als orgeldraaier en -verhuurder in 1875 startte aan de Egelantiersstraat in Amsterdam.
De rondgang door het museum voert door de authentieke, nog operationele werkplaats van het bedrijf. Hier worden orgels gebouwd en gerepareerd en gaatjesboeken geschreven en uitgeponst. Bij dit handwerk wordt onder meer authentiek gereedschap uit de 19e eeuw gebruikt. Tijdens een bezoek kunnen bezoekers een orgelboek in het orgel plaatsen en leren hoe een orgel in het juiste tempo wordt gedraaid. Er is een wisselende collectie van pierementen en andere draaiorgels te zien, waarvan sommige exemplaren wereldwijde bekendheid hebben gekregen.
Het museum is op afspraak in groepen te bezoeken. De orgels behoren tot de collectie van het Museum Speelklok in Utrecht en worden in bruikleen gegeven voor tentoonstelling en restauratie.